# Coppa
Coppa är ett släkte av insekter. Coppa ingår i familjen Dictyopharidae.
Kladogram enligt Catalogue of Life:
| Coppa | \| \| Coppa huldaensis \| \| \| \| \| \| Coppa volkovitshi \| \| \| \| |
|       | \| \| Coppa huldaensis \| \| \| \| \| \| Coppa volkovitshi \| \| \| \| |
|       | Coppa huldaensis                                                       |
|       |                                                                        |
|       | Coppa volkovitshi                                                      |
|       |                                                                        |